# Medičejska Venera
Medičejska Venera je helenistična marmorna skulptura, visoka 1,53 metra, ki prikazuje grško boginjo ljubezni Afrodito. Je marmorna kopija iz 1. stoletja pr. n. št., morda iz Aten, bronastega izvirnika grškega kipa Afrodite iz Knida, ki jo je izdelal kipar v Praksitelovem obdobju, morda ob koncu stoletja. Postala je usmeritev zahodnega klasičnega sloga z upoštevanjem sprememb okusa in klasične znanosti . Kip hrani Galerija Uffizi, Firence, Italija.

## Izvor
Boginja je upodobljena v bežnem, hipnem položaju, kot da bi jo nekdo presenetil ob izhodu iz morja, na kar namiguje delfin ob njenih nogah, ki kipu daje potrebno oporo, ni pa bil nujen pri bronastem izvirniku.
Na svoji bazi ima grški napis CLEOMENES SON APOLLODORUS ATENE.  Napis ni izviren, v 18. stoletju je bilo ime "Cleomenes" na skulpturah skromne kakovosti, da bi povečal njihovo vrednost, medtem ko je napis na Medičejski Veneri dvomljiv, ker so delo pripisovali enemu od velikih imen: poleg Praksitela sta manj verjetna Fidija ali Skopas.  Roki je restavriral Ercole Ferrata z dolgimi, koničastimi manierističnimi prsti, ki jih niso imeli za nezdružljive s kipom vse do 19. stoletja.
Medičejska Venera je ime, pod katerim so prepoznane številne replike in fragmenti te posebne različice Praksitelove teme, ki je vpeljal golo figuro v človeški velikosti. Čeprav ta posebna različica ni znana v literaturi, je morala biti znana grškim in rimskim poznavalcem. Med replikami in fragmenti je manj pomembna , a najbližja po značilnostih in najboljše kakovosti je marmorna Afrodita v Metropolitanskem muzeju umetnosti.
Take skulpture imenujejo "rimske kopije, pri čemer se zavedajo, da so jih pogosto ustvarjali grški kiparji kjer koli pod rimsko hegemonijo, med diktaturo Sule in premikom prestolnice v Konstantinopel leta 81 pr. n. št. do 330 n. št."  Njihova kakovost se razlikuje, nekatere so naredili dobri kiparji za zahtevnega pokrovitelja, veliko je bilo običajnih, ki so jih množično delali za vrtove.

## Odkritje in razstava
Izvor Venere ni listinsko dokazan: "Zdi se, da je njen ugled rasel postopoma," sta menila Francis Haskell in Nicholas Penny. Prikazana je bila v zbirki v Medičejski vili v  Rimu, na treh slikah v antologiji najplemenitejših skulptur tistega časa, ohranjenih v Rimu, ki jih je zbral François Perrier: Segmenta nobilia signorum et statuarum que temporis dentem invidium evase, Rim 1638.  Venera je bila znana že leta 1559 in zdi se, da je bila med najbolj znanimi rimskimi skulpturami, ki so bile narejene v tistem času. Skulpturo je naročil Nicolò Orsini, grof Pitigliano, kot darilo za španskega kralja Filipu II. Naredil jo je nizozemski kipar, ki se je učil v ateljeju Benvenuta Cellinija, Willem Danielsz van Tetrode, v Italiji imenovan Guglielmo Fiammingo. 
Čeprav so obiskovalci v Rimu, kot je John Evelyn, ugotovili, da je to "čudež umetnosti", so kip avgusta 1677 poslali v Firence, kar je odobril Inocenc XI., ker se jim je zdelo, da spodbuja nespodobno vedenje. V palači Uffizi je kip pomenil vrhunec t.i. Grand Toura ("veliko potovanje") in je bil splošno cenjen kot eden najstarejših, ohranjenih antičnih kipov, dokler se v 19. stoletju ni začel spreminjati okus, bilo je nekaj nasprotujočih glasov (Haskell in Penny, str. 325).  Luca Giordano je naredil na stotine risb, Samuel Rogers (angleški pesnik) ga je stalno obiskoval, Johan Zoffany (nemški neoklasicistični slikar) pa je kip vključil v svojo sliko Tribuna Uffizi leta 1778, lord Byron je kipu namenil pet kitic v svoji pesnitvi Childe Harold. To je bilo eno dragocenih umetniških del, ki so bila v Palermo odpeljana leta 1800, da bi se izognila Francozom, a brez uspeha: močan diplomatski pritisk je omogočil, da je bila Medičejska Venera leta 1803 poslana v Pariz. Po Napoleonovem padcu je prišla  27. decembra 1815 nazaj v Firence.

## Afroditav Metropolitanskem muzeju
Marmorna Afrodita v Metropolitanskem muzeju umetnosti v New Yorku je natančna replika Medičejske Venere. . Položaj glave ni sporen, ker ni bila odlomljena tako kot drugi deli, roke so bile dokončno izgubljene. Na podstavku je leva noga z delfinom in deblom kot podporo ter sled manjkajoče desne noge, obnovljene v mavcu, kajti kip je bil v dveh delih, dodane so mu bile spodnje noge v mavcu po Medičejski Veneri. Pri dataciji replik pomagajo manjše podrobnosti delfinov, ki so jih dodali kopisti, pri katerih so v ospredju slogovne konvencije: metropolitanska Afrodita datira v Avgustovo obdobje in ima medičejske značilnosti.
Metropolitanska Afrodita je bila v zbirki grofa von Harbuvala, Chamaréja iz Šlezije, . Njegov prednik grof Schlabrendorf je bil na velikem potovanju (grand tour) in si je dopisoval z  Winckelmannom.

## Sodobne kopije
Medičejska Venera je ena najbolj kopiranih skulptur. Ludvik XIV. jih je imel nič manj kot pet, marmorne, delo Carlierja, Clériona, Coysevoxa in Frémeryja, ter bronasto bratov Keller (Haskell in Penny, str. 325). V svincu so kopije v številnih angleških in evropskih vrtovih, včasih zaščitene z majhnimi templji. Majhne bronaste izvedbe so se uveljavile kot najbolj znane med starinami, ki so bile v kabinetih zbiralcev.
Ameriški kipar Hiram Powers je naredil kip Grška sužnja, 1844, ki temelji na Medičejski Veneri.
Prav tako je mogoče videti repliko v belem carrarskem marmorju Venerina roka, ki jo je izklesal Niccolò Bazzanti, iz umetniške galerije Pietra Bazzantija in njegovega sina v Firencah, v Mestnem muzeju Revoltella v Trstu. 